# Leon Chua

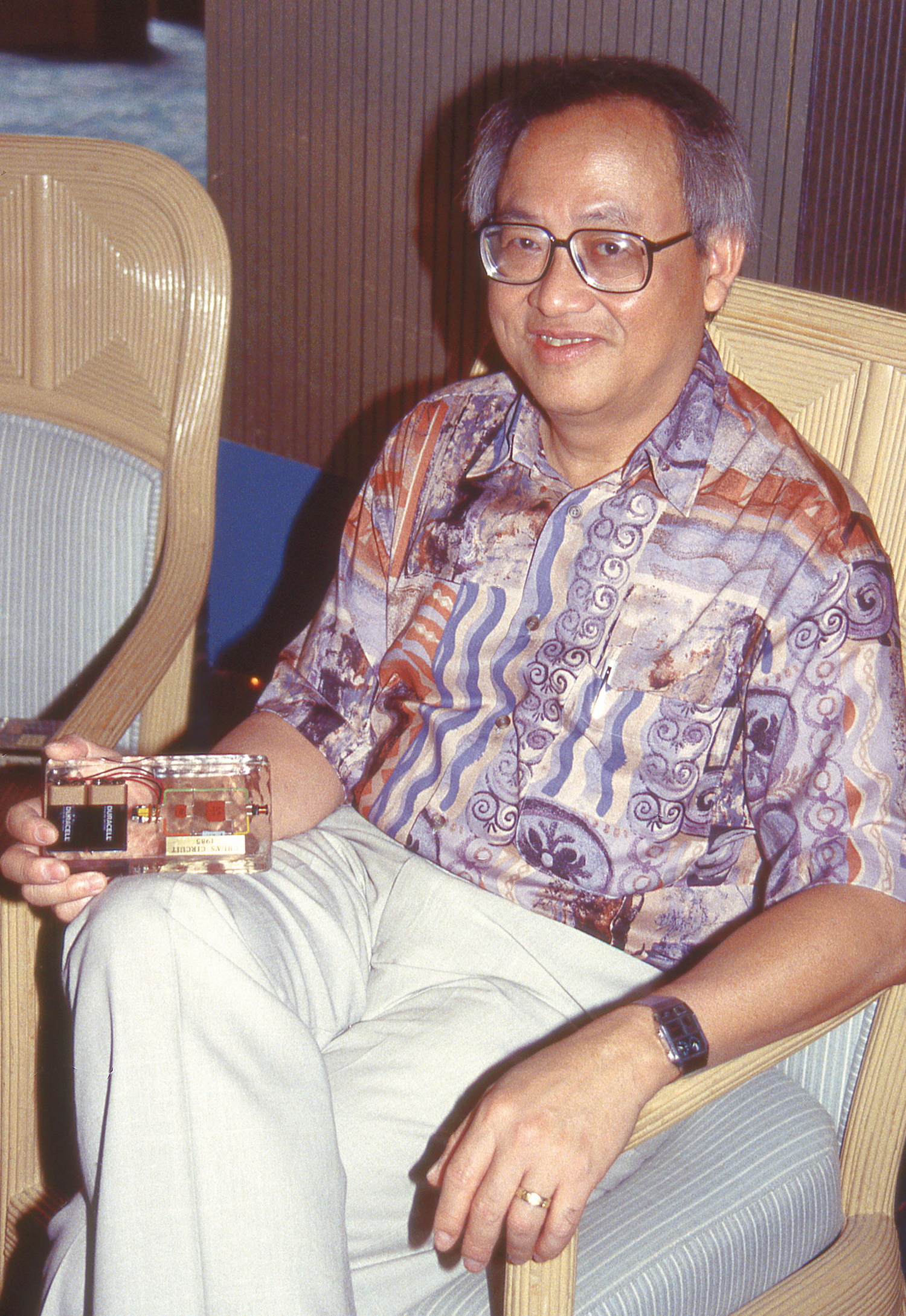
Leon Chua auf der NOLTA 93 International Symposium on Nonlinear Theory and its Applications, Dezember 1993, Honolulu (Hawaii)

Leon Ong Chua (chinesisch 蔡少棠, Pinyin Cài Shàotáng, Pe̍h-ōe-jī Chhòa Siáu-tông; * 28. Juni 1936 auf den Philippinen) ist ein US-amerikanischer Ingenieur und Professor an der University of California, Berkeley.

## Leben
Leon O. Chua wurde als philippinischer Chinese geboren. 1959 erlangte er am Mapua Institute of Technology in Manila seinen Bachelor of Engineering, nach seiner Übersiedlung in die Vereinigten Staaten erlangte er 1961 am MIT seinen Master und 1964 seinen Ph.D. an der University of Illinois at Urbana-Champaign. Danach war er Assistenzprofessor an der Purdue University, wo er 1967 zum Dozent ernannt wurde. 1970 ging er an die UC Berkeley.
1971 postulierte er den Memristor. 1983 beschrieb er den Chua’s Circuit. 1988 führte er seine Theorie zu Zellularen Nichtlinearen Netzwerken (CNN) aus.
Leon Chua ist international bekannt in seinen drei Forschungsbereichen:
- Bifurkation (Mathematik) und Chaos
- Zellulare Nichtlineare Netzwerke (Cellular Neural Networks, CNN)
- Nichtlineare Dynamik (Chaosforschung) und Komplexitätstheorie

Des Weiteren ist er Vater von Amy Chua.
Seit 1997 ist er auswärtiges Mitglied der Academia Europaea. 1992 wurde er an der Technischen Universität Dresden „als Anerkennung der hervorragenden wissenschaftlichen Leistungen auf dem Gebiet der Netzwerk- und Systemtheorie“ ehrenpromoviert. Er ist außerdem Ehrendoktor der Universität Frankfurt am Main, der KUL Leuven, der Technischen Universität Iași, der Technischen Universität Budapest, der Ecole Polytechnique Federale de Lausanne und weiterer Hochschulen.

## Werke
- Introduction to Nonlinear Network Theory. McGraw-Hill, 1969; Huntington, N.Y 1978; 3 Bände:
  - Foundations of nonlinear network theory
  - Resistive nonlinear networks
  - Dynamic nonlinear networks
- CNN: A Paradigm for Complexity. World Scientific, Singapore 1998

Als Co-Autor:
- Computer Aided Analysis of Electronic Circuits: Algorithms and Computational Techniques. Prentice Hall, Englewood Cliffs, NJ 1975
- Linear and Nonlinear Circuits. McGraw-Hill, New York 1987
- Practical Numerical Algorithms for Chaotic Systems. Springer-Verlag, New York 1989
- Methods of Qualitative Theory of Nonlinear Dynamics. World Scientific, Singapore 1998

## Auszeichnungen
- 1967: IEEE Browder J. Thompson Memorial Prize Award
- 1973: IEEE W. R. G. Baker Prize Award
- 1974: Frederick Emmons Terman Award
- 1976: Miller Research Professorship
- 2000: IEEE Neural Networks Pioneer Award
- 2005: Gustav Kirchhoff Award
- 2015: Laurea Honoris Causa von Politecnico di Torino[6]
- 2020: Julius-Springer-Preis für angewandte Physik